# Matt Evans
Matthew Dominic „Matt” Evans Wolff (ur. 25 maja 2006 w Simi Valley) – gwatemalski piłkarz pochodzenia amerykańskiego występujący na pozycji ofensywnego pomocnika, reprezentant Gwatemali, od 2023 roku zawodnik amerykańskiego Los Angeles FC 2.
Jego matka pochodzi z Gwatemali.